# Пече, Ян Яковлевич
Ян Яковлевич Пече или Янис Екабович Пиече (латыш. Jānis Pieče, 17 декабря 1881 — 24 ноября 1942) — коммунист, революционер, один из создателей и руководителей Красной гвардии в Москве, историк.

## Молодость
Родился в Тадайкской волости Гробинского уезда Курляндской губернии в семье батрака. Жил и работал в Лиепае, в 1903 г. вступил в РСДРП. В Революцию 1905 г. — член Либавского комитета РСДРП и Совета. В 1906 г. по указанию партии перебирается для работы в Ригу, Николаев, Москву.
В 1914 г. арестован царской охранкой и сослан в Нарым. В 1916 г. совершает побег из ссылки и возобновляет партийную работу сначала в Самаре, затем — в Ростове-на-Дону.

## 1917 год
После Февральской революции становится членом Московского комитета РСДРП(б). На этом посту занимается организацией и подготовкой отрядов Красной гвардии, является членом Центрального штаба Красной гвардии в Москве.
В октябре 1917 года участвует в боях в Москве. После победы революции — назначается членом штаба Московского Военного Округа и, вместе с Геннадием Ивановичем Упоровым и Оскаром Михайловичем Берзиным, военным комиссаром города.

## Гражданская война
После сдачи правительством и верховным главнокомандующим генералом Корниловым немецким войскам 3 сентября (21 августа) 1917 г. Риги, прекратил свою деятельность и Исколат. Однако уже 17 декабря 1918 г. была провозглашена Латвийская Социалистическая Советская Республика, а 3 января 1919 г. восставшие рабочие при поддержке латышских стрелков освобождают Ригу.
Был назначен членом Революционного Военного Совета армии Советской Латвии. Тем не менее, правительство Латвии совместно с немецкими частями наносят сокрушительное поражение латвийской Красной армии и 13 января 1920 г. Советская республика перестает существовать.
Вместе с отступающими отрядами латышских стрелков возвращается в РСФСР и работает по партийным заданиям в Крыму, Тюмени, Закавказье, Москве.

## Историк
С 1927 года — пенсионер союзного значения. Пишет воспоминания о революции, в частности — об октябрьских боях в Москве, в которых отмечает первый факт белого террора: расстрел трёхсот человек кремлёвского гарнизона.

## Книги
- Красная гвардия в Москве в боях за Октябрь Архивная копия от 5 октября 2010 на Wayback Machine